# Heyggjurin Mikli
Heyggjurin Mikli er navnet på to fjelde på Færøerne. Det ene er 692 m højt og ligger på Streymoy, nær bygden Tjørnuvík som er øens nordligste bosættelse. Det er Stremoys trettende højeste fjeld.
Det andet Heyggjurin Mikli er med 391 meter det næsthøjeste fjeld på Skuvoy, kun 1 meter lavere end Knukur.
62°16′57″N 7°10′54″V / 62.2825°N 7.1817°V